# Онигири
Ониги́ри (яп. おにぎり（御握り） Онигири) — блюдо японской кухни из пресного риса, слепленного в виде треугольника или шара. Обычно в онигири кладут начинку и заворачивают в лист сушёных водорослей нори. Начинка также может быть равномерно примешана в рис, а в качестве обёртки вместо нори иногда используются листья салата, омлет и даже ломтики ветчины.
В Японии онигири распространены и популярны настолько, что существуют специализированные магазины, которые продают только онигири.

## Название

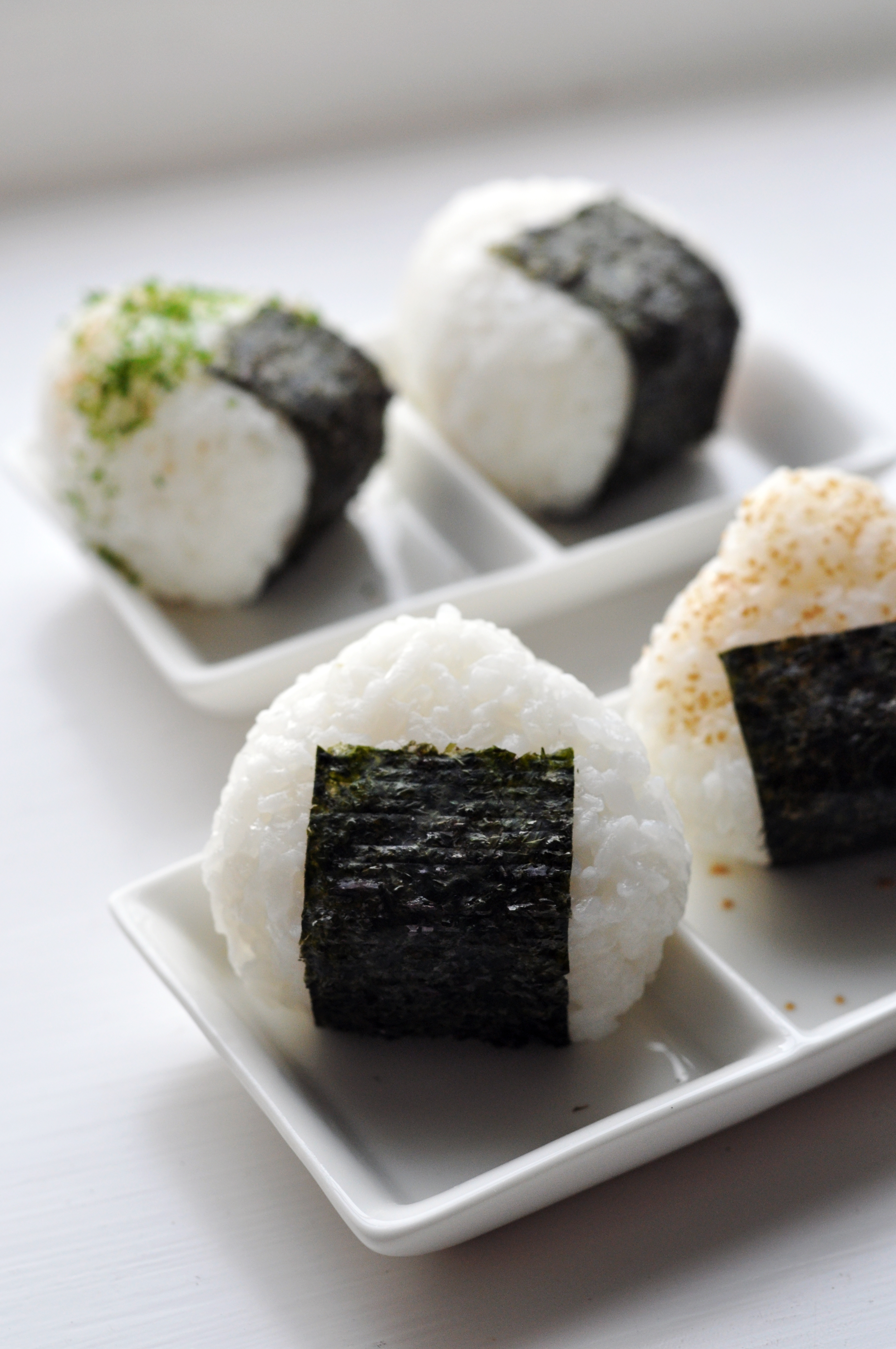
Онигири

Название онигири происходит от глагола нигиру (сжимать), что в точности отражает процесс их приготовления.

## Приготовление
В ладонь накладывают тёплый рис, в середину кладут начинку и начинают осторожно сжимать, «обёртывая» рис вокруг начинки. Очень важно не «пережать» рис, онигири не должен разваливаться, но спрессованный рис значительно ухудшает вкусовые качества и эстетическое наслаждение блюдом. Традиционная форма онигири — «припухлый треугольник» (точнее, выражаясь языком геометрии, прямая треугольная призма), но нередко встречаются также онигири с овальным сечением или шарообразной формы.

## История
Исторически онигири — это еда, которую крестьяне брали с собой в поле. Так как Япония долгое время была аграрной страной, онигири получили чрезвычайно широкое распространение. В дневнике придворной дамы и писательницы Мурасаки Сикибу (XI век) упоминаются люди, которые едят шарики из спрессованного риса. В то время такая еда называлась тондзики и часто служила лакомством во время пикников на природе.

## Начинка для онигири
- Тунец
- Солёный лосось
- Умэбоси (солёная слива)
- Икра минтая или лососёвая
- Морской угорь
- Жареное мясо или мясо с майонезом
- Маринованные огурцы
- Сосиски
- Кацуобуси (сушёные хлопья тунца)
- Креветки
- Натто
- Водоросли комбу
- Мисо-паста
- Курица

## Онигири и суши
Вопреки распространенному мнению, онигири не являются видом суши. Онигири делаются из простого риса, в то время как для суши используется рис с уксусом, сахаром и солью. Онигири — это способ хранить и употреблять в пищу рис, а суши возникли как способ хранения рыбы.

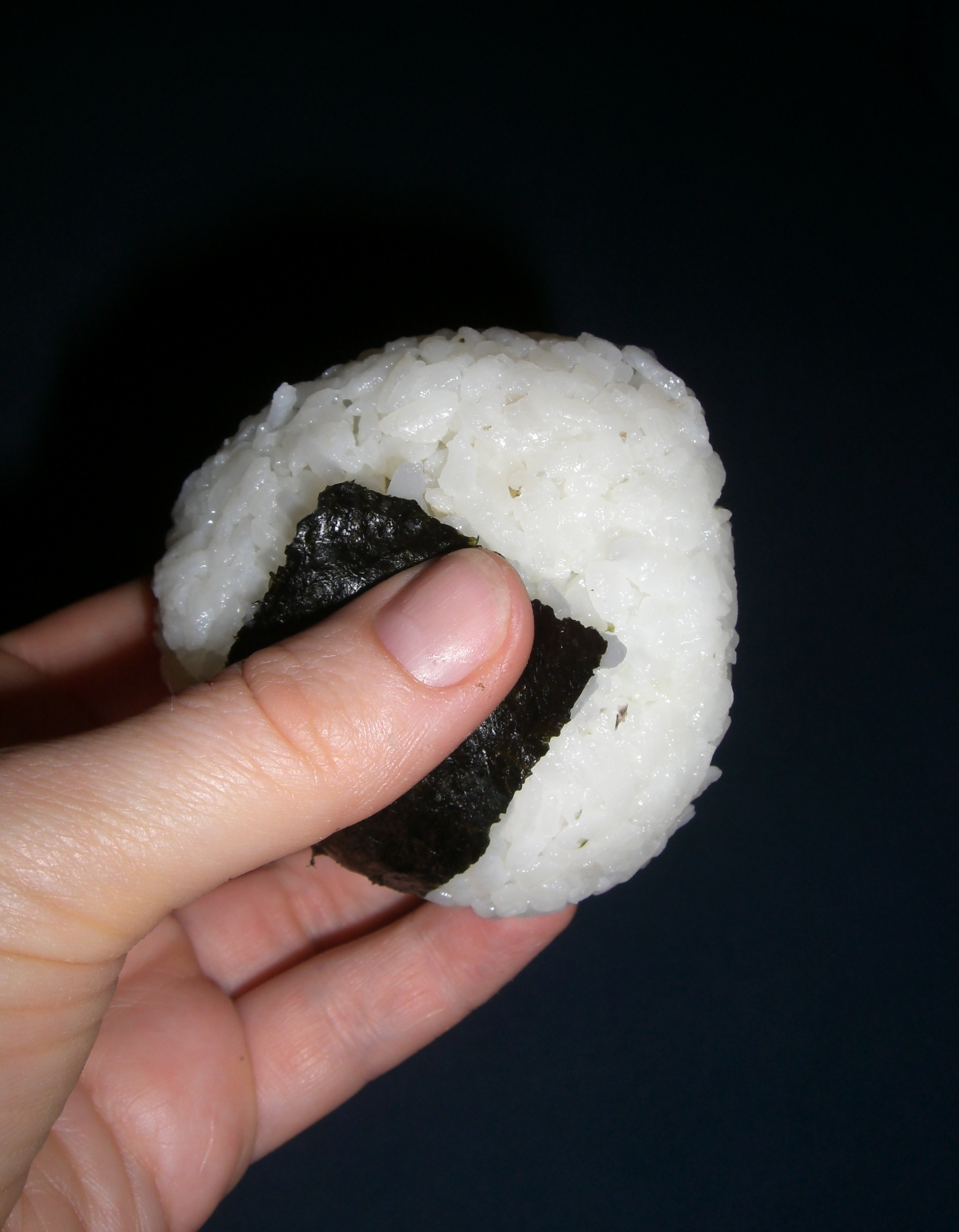
Классические онигири
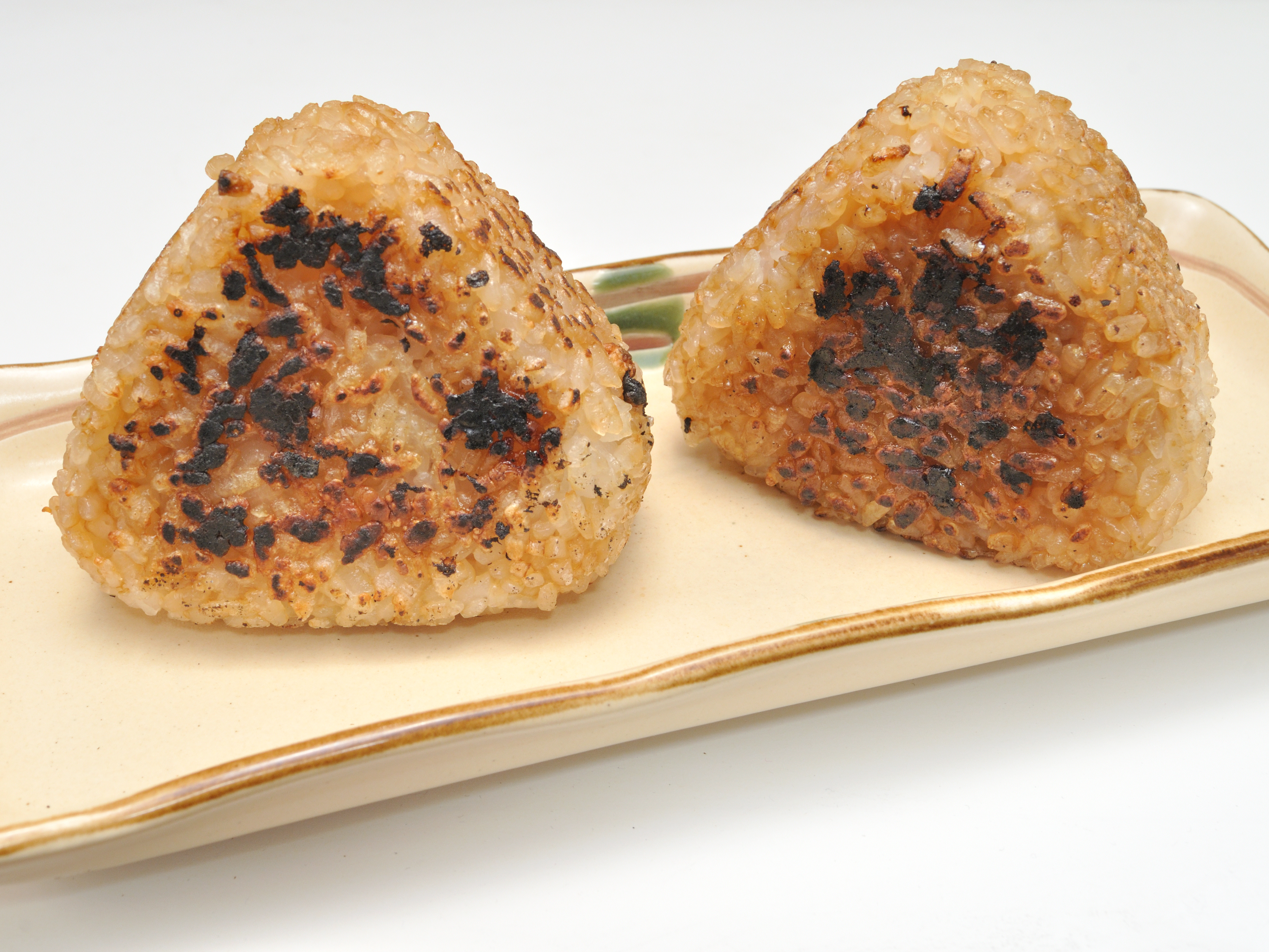
Жареные онигири
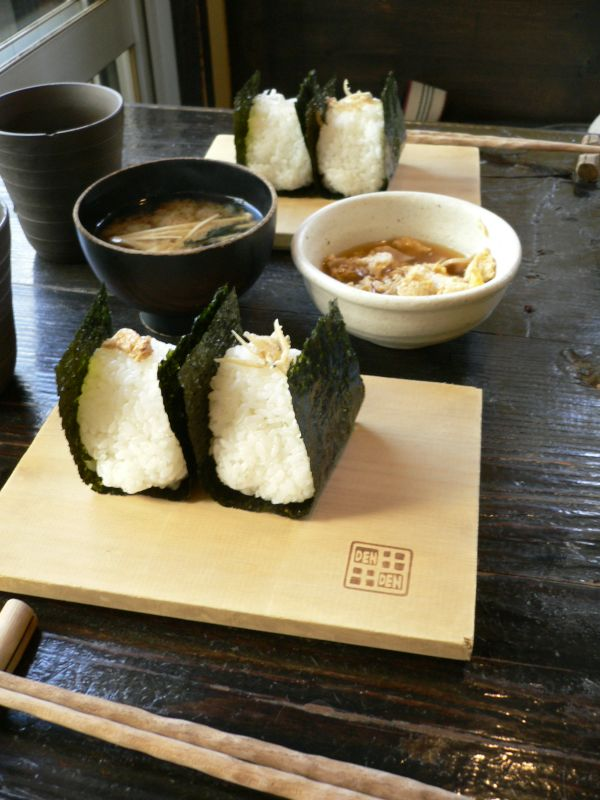
Комплексный обед из онигири в ресторане
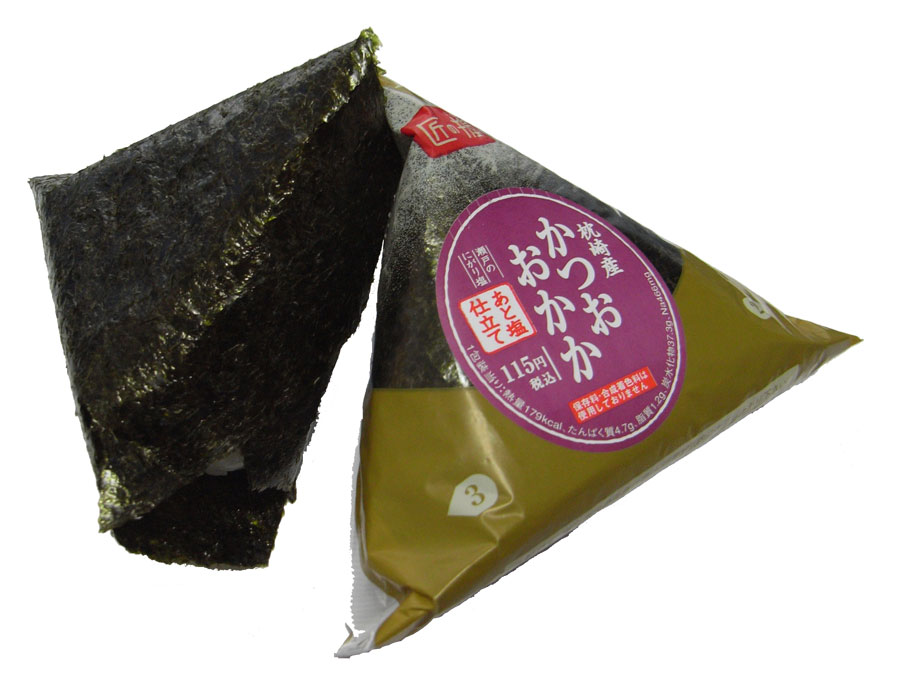
Онигири, продающиеся в магазине